# Статистика Ферми — Дирака
Статистика Фе́рми — Дира́ка  — квантовая статистика, применяемая к системам тождественных фермионов (частиц с полуцелым спином, подчиняющихся принципу Паули:  одно квантовое состояние не может быть занято  более чем одной частицей). Определяет вероятность, с которой данный энергетический уровень системы, находящейся в термодинамическом равновесии, оказывается занятым фермионом.
В статистике Ферми — Дирака среднее число частиц {\displaystyle n_{i}} с энергией {\displaystyle \varepsilon _{i}} есть
{\displaystyle n_{i}={\frac {g_{i}}{\exp \left({\dfrac {\varepsilon _{i}-\mu }{kT}}\right)+1}}},
где {\displaystyle g_{i}} — кратность вырождения (число состояний частицы с энергией {\displaystyle \varepsilon _{i}}), {\displaystyle \mu } — химический потенциал, {\displaystyle k} — постоянная Больцмана, {\displaystyle T} — абсолютная температура.
В идеальном ферми-газе при низких температурах {\displaystyle \mu } равен энергии Ферми {\displaystyle E_{F}}. В этом случае, если {\displaystyle g_{i}=1}, выражение для числа (доли) заполнения уровней частицами называется функцией Ферми:
{\displaystyle F(\varepsilon ,T)={\frac {1}{\exp \left({\dfrac {\varepsilon -E_{F}}{kT}}\right)+1}}.}
Указанная статистика предложена в 1926 году итальянским физиком Энрико Ферми и одновременно английским физиком Полем Дираком, который выяснил её квантово-механический смысл. В 1927 статистика была применена Арнольдом Зоммерфельдом к электронам в металле.

## Свойства статистики Ферми — Дирака
Функция Ферми — Дирака обладает следующими свойствами:
- безразмерна;
- принимает вещественные значения в диапазоне от 0 до 1;
- убывает с энергией, резко спадая вблизи энергии, равной химическому потенциалу;
- при абсолютном нуле имеет вид ступеньки со скачком от 1 до 0 при {\displaystyle \varepsilon =\mu }, а при подъёме температуры скачок заменяется всё более плавным спадом;
- при {\displaystyle \varepsilon =\mu } всегда {\displaystyle F=1/2} независимо от температуры.

## Математический и физический смысл
Функцией Ферми — Дирака {\displaystyle F(\varepsilon ,T)} задаются числа заполнения (англ. occupancy factor) квантовых состояний. Хотя она нередко называется «распределением», с точки зрения аппарата теории вероятностей она не является ни функцией распределения, ни плотностью распределения. В отношении этой функции, скажем, не может ставиться вопрос о нормировке.
Давая информацию о проценте заполненности состояний, функция {\displaystyle F(\varepsilon ,T)} ничего не говорит о наличии этих состояний. Для систем с дискретными энергиями набор их возможных значений задаётся перечнем {\displaystyle \varepsilon _{1}}, {\displaystyle \varepsilon _{2}} и т.д., а для систем с непрерывным спектром энергий состояния характеризуются «плотностью состояний» {\displaystyle \rho (\varepsilon )} (Дж−1 или Дж−1м−3). Функция 
{\displaystyle f(\varepsilon )=\left(\int \rho (\varepsilon )F(\varepsilon )d\varepsilon \right)^{-1}\rho (\varepsilon )F(\varepsilon )}
является плотностью распределения (Дж−1) частиц по энергии и нормирована. Для краткости, аргумент {\displaystyle T} опущен. В наиболее традиционных случаях {\displaystyle \rho (\varepsilon )\sim {\sqrt {\varepsilon }}}.

## Классический (максвелловский) предел
При высоких температурах и/или низких концентрациях частиц статистика Ферми — Дирака (равно как и статистика Бозе — Эйнштейна) переходят в статистику Максвелла — Больцмана. А именно, в таких условиях
{\displaystyle F(\varepsilon )=\exp \left({\frac {E_{F}-\varepsilon }{kT}}\right)}.
После подстановки плотности состояний {\displaystyle \rho (\varepsilon )} и интегрирования по {\displaystyle \varepsilon } от 0 до {\displaystyle +\infty } выражение для {\displaystyle f} примет вид
{\displaystyle f(\varepsilon )={\frac {2\pi {\sqrt {\varepsilon }}}{\sqrt {(\pi kT)^{3}}}}\exp \left(-{\frac {\varepsilon }{kT}}\right)}.
Это и есть плотность распределения Максвелла (по энергиям).
Распределением Максвелла (особенно хорошо работающим применительно к газам) описываются классические «различимые» частицы. Другими словами, конфигурации «частица {\displaystyle A} в состоянии 1 и частица {\displaystyle B} в состоянии 2» и «частица {\displaystyle B} в состоянии 1 и частица {\displaystyle A} в состоянии 2» считаются разными.

## Применение статистики Ферми — Дирака

### Сферы использования
Статистики Ферми — Дирака, а также Бозе — Эйнштейна применяются в тех случаях, когда необходимо учитывать квантовые эффекты и «неразличимость» частиц. В парадигме различимости оказалось, что распределение частиц по энергетическим состояниям приводит к нефизическим результатам для энтропии, что известно как парадокс Гиббса. Эта проблема исчезла, когда стал ясен тот факт, что все частицы неразличимы.
Статистика Ферми — Дирака относится к фермионам (частицы, на которые действует принцип Паули), а статистика Бозе — Эйнштейна — к бозонам. Квантовые эффекты проявляются тогда, когда концентрация частиц {\displaystyle N/V\geqslant n_{q}} (где {\displaystyle N} — число частиц, {\displaystyle V} — объём, {\displaystyle n_{q}} — квантовая концентрация). Квантовой называется концентрация, при которой расстояние между частицами соразмерно с длиной волны де Бройля, то есть волновые функции частиц соприкасаются, но не перекрываются. Квантовая концентрация зависит от температуры.

### Конкретные примеры
Статистика Ферми — Дирака часто используется для описания поведения ансамбля электронов в твёрдых телах; на ней базируются многие положения теории полупроводников и электроники в целом. Например, концентрация электронов (дырок) в зоне проводимости (валентной зоне) полупроводника в равновесии рассчитывается как
{\displaystyle n=\int \limits _{E_{c}}^{+\infty }\rho (\varepsilon )F(\varepsilon )\,d\varepsilon ,\quad p=\int \limits _{-\infty }^{E_{v}}\rho (\varepsilon )(1-F(\varepsilon ))\,d\varepsilon },
где {\displaystyle E_{c}} ({\displaystyle E_{v}}) — энергия дна зоны проводимости (потолка валентной зоны). Формула для туннельного тока между двумя областями, разделёнными квантовым потенциальным барьером, имеет общий вид
{\displaystyle j={\mbox{const}}\cdot \int \Theta (\varepsilon )\left[F_{L}(\varepsilon )-F_{R}(\varepsilon )\right]\,d\varepsilon },
где {\displaystyle \Theta } — коэффициент прозрачности барьера, а {\displaystyle F_{L}}, {\displaystyle F_{R}} — функции Ферми — Дирака в областях слева и справа от барьера.

## Вывод распределения Ферми — Дирака
Рассмотрим термодинамическую систему, состоящую из фермионов, находящихся на одном квантовом уровне. С учётом общих свойств фермионов как типа частиц, возможны лишь два варианта: наличие ровно одной частицы на обсуждаемом уровне или незанятость уровня.
Варианты различаются числом частиц — и поэтому для описания вероятностей {\displaystyle P_{yes}}, {\displaystyle P_{no}} их реализации нужно привлечь распределение Гиббса с переменным числом частиц:   
{\displaystyle P_{yes|no}=A\cdot \exp \left(-{\frac {E_{yes|no}-\mu N_{yes|no}}{kT}}\right)},
где {\displaystyle N} — число частиц, равное 1 в состоянии yes и 0 в состоянии no, а энергия состояния {\displaystyle E} равна энергии уровня {\displaystyle \varepsilon _{i}} при наличии (yes) и 0 при отсутствии (no) фермиона; {\displaystyle A} — нормировочный множитель, подбираемый так, чтобы оказалось {\displaystyle P_{yes}+P_{no}=1}.
Следовательно, 
{\displaystyle P_{yes}={\frac {P_{yes}}{P_{yes}+P_{no}}}=\left(1+\exp {\frac {\varepsilon _{i}-\mu }{kT}}\right)^{-1}}.
Смысл этого результата как раз и состоит в том, что рассматриваемый уровень заполнен с вероятностью (то есть «на долю») {\displaystyle P_{yes}}. Выражение {\displaystyle P_{yes}} переобозначается как {\displaystyle n_{i}}, что и соответствует статистике Ферми — Дирака. При наличии вырождения оно домножается на фактор вырождения {\displaystyle g_{i}}, как констатировалось в преамбуле.

## Уточнение влияния температуры
Для систем, имеющих температуру {\displaystyle T} ниже температуры Ферми {\displaystyle T_{F}=E_{F}/k}, а иногда (не вполне правомерно) и для более высоких температур используется аппроксимация {\displaystyle \mu \approx E_{F}}. Но в общем случае химический потенциал зависит от температуры — и в ряде задач эту зависимость целесообразно учитывать. Функция {\displaystyle \mu } представляется с любой точностью степенным рядом по чётным степеням отношения {\displaystyle T/T_{F}<1}:
{\displaystyle \mu =E_{F}\sum _{n=0,1,2\dots }{\left[(-1)^{n}{\frac {\pi ^{2n}}{2^{2n}(2n+1)}}\left({\frac {kT}{E_{F}}}\right)^{2n}\right]}=E_{F}\left[1-{\frac {\pi ^{2}}{12}}\left({\frac {kT}{E_{F}}}\right)^{2}+{\frac {\pi ^{4}}{80}}\left({\frac {kT}{E_{F}}}\right)^{4}+\ldots \right]}.

## Отклонения при нарушении равновесия
Числа заполнения состояний, диктуемые формулой Ферми — Дирака, изменяются при отклонении системы от равновесия. Подобное отклонение возникает, в частности, при наложении электрического поля. Тем не менее некоторые из приведённых выше выражений, например для концентраций электронов и дырок {\displaystyle n}, {\displaystyle p} или для туннельного тока, при этом сохраняют свою структуру, только функция {\displaystyle F(\varepsilon )} становится иной.
Искажения {\displaystyle F(\varepsilon )} в значительной доле случаев таковы, как если бы температура равнялась не {\displaystyle T}, а некоему эффективному более высокому значению {\displaystyle T_{eff}}, из-за чего говорят о горячих носителях заряда. При радикальных отклонениях от равновесия (например, в очень сильных полях, около {\displaystyle \sim 10^{6}} В/см и выше) аналитический вид {\displaystyle F(\varepsilon )} модифицируется более радикально, при этом резко возрастают числа заполнения (населённость) высокоэнергетичных состояний, а кривая {\displaystyle F(\varepsilon )} деформируется. Такого рода ситуации возникают в полупроводниковых приборах в режимах близких к пробойным.